# Gilbert i Sullivan

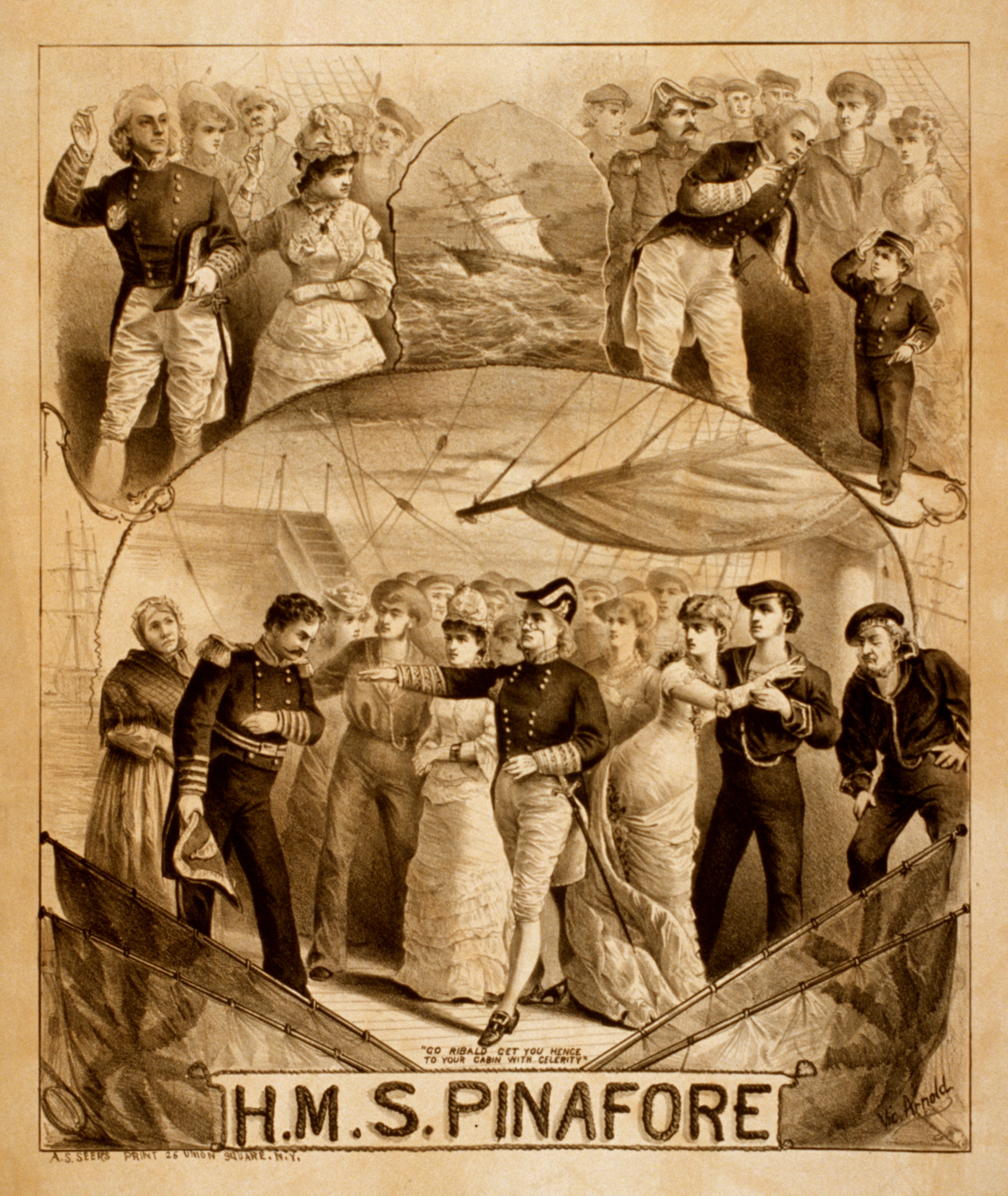
Amerykański plakat operetki H.M.S. Pinafore z 1879 r., wykonany techniką litograficzną

Gilbert i Sullivan (ang. Gilbert and Sullivan) – określenie używane wobec wspólnej działalności dwóch angielskich artystów epoki wiktoriańskiej: pisarza W.S. Gilberta i kompozytora Arthura Sullivana, którzy w latach 1871-1896 tworzyli razem operetki. Gilbert był autorem librett, Sullivan – muzyki. Do ich najbardziej znanych dzieł należą H.M.S. Pinafore, Piraci z Penzance i Mikado.

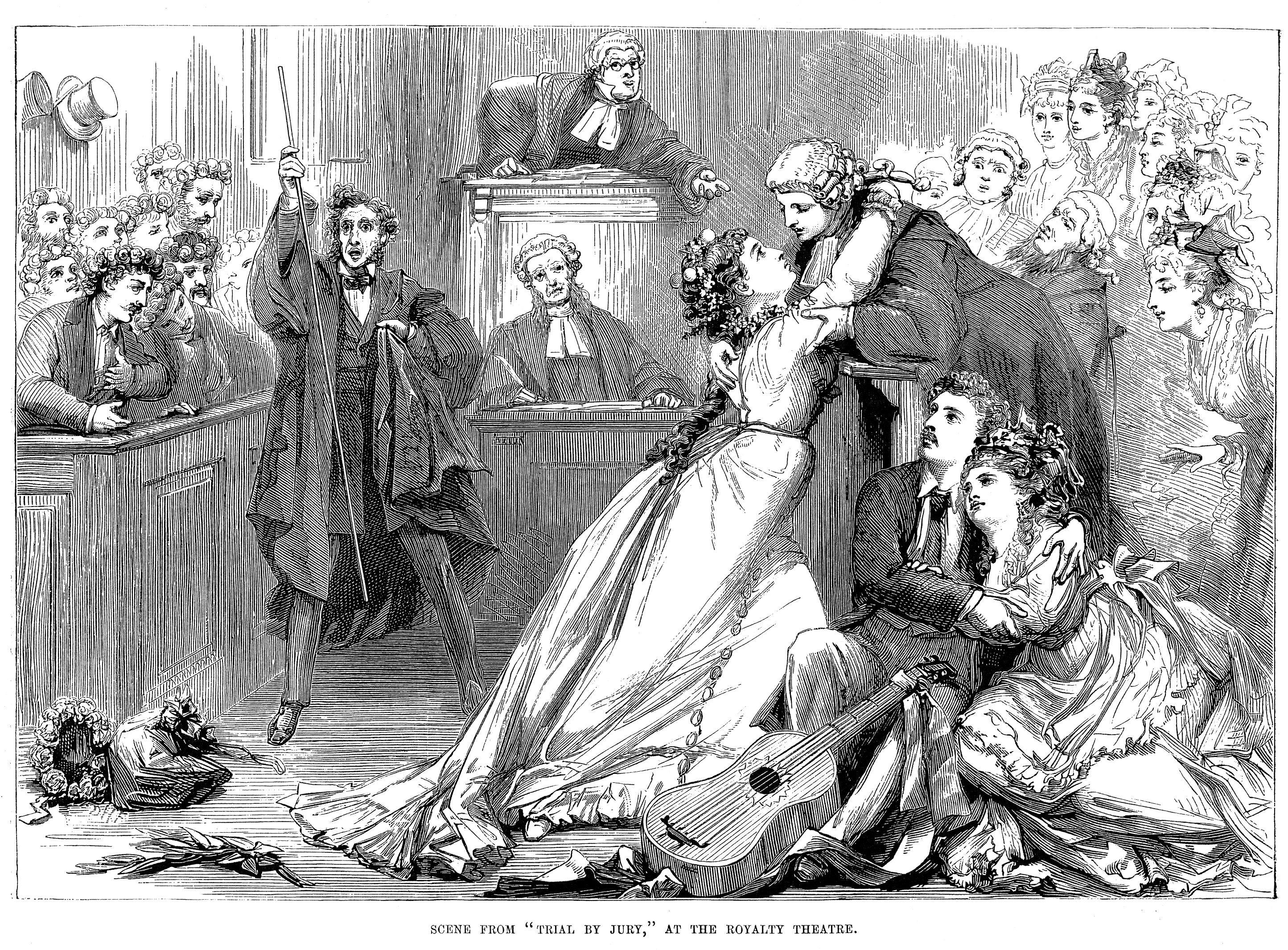
Trial by Jury

Operetki Gilberta i Sullivana cieszyły się międzynarodową sławą i do dziś są wystawiane na scenie; doczekały się wielu adaptacji i parodii. Specjalnie w celu ich wystawiania powstał Teatr Savoy w Londynie. 
Twórczość:
- Thespis, or, The Gods Grown Old (1871)
- Trial by Jury (1875)
- The Sorcerer (1877)
- H.M.S. Pinafore (H.M.S. Pinafore, or, The Lass That Loved a Sailor) (1878)
- Piraci z Penzance (The Pirates of Penzance, or, The Slave of Duty) (1879)
- Patience, or, Bunthorne's Bride (1881)
- Iolanthe, or, The Peer and the Peri (1882)
- Princess Ida, or, Castle Adamant (1884)
- Mikado (The Mikado, or, The Town of Titipu) (1885)
- Ruddigore, or, The Witch's Curse (1887)
- The Yeomen of the Guard, or, The Merryman and his Maid (1888)
- Gondolierzy (The Gondoliers, or, The King of Barataria) (1889)
- Utopia, Limited, or, The Flowers of Progress (1893)
- The Grand Duke, or, The Statutory Duel (1896)